# Ficinia
Ficinia Schrad. é um género botânico pertencente à família Cyperaceae.
O gênero é composto por aproximadamente 140 espécies.

## Sinônimos
- Hemichlaena Schrad.
- Sickmannia Nees

## Principais espécies
- Ficinia arenicola
- Ficinia elongata
- Ficinia fastigiata
- Ficinia micrantha
- Ficinia secunda
- Ficinia spiralis
- «PPP-Index Lista completa»